# Округ Хаустон (Минесота)
Округ Хаустон (енгл. Houston County) је округ у америчкој савезној држави Минесота.

## Демографија
По попису из 2010. године број становника је 19.027, што је 691 (-3,5%) становника мање него 2000. године.
| Група             | 2000.          | 2010.          |
| Белци             | 19.338 (98,1%) | 18.482 (97,1%) |
| Афроамериканци    | 61 (0,3%)      | 101 (0,5%)     |
| Азијати           | 73 (0,4%)      | 89 (0,5%)      |
| Хиспаноамериканци | 121 (0,6%)     | 132 (0,7%)     |
| Укупно            | 19.718         | 19.027         |